# Grand Prix-wegrace van Venezuela 1979
De Grand Prix-wegrace van Venezuela 1979 was eerste race van wereldkampioenschap wegrace in het seizoen 1979. De race werd verreden op 18 maart 1979 op het Autódromo Internacional de San Carlos bij San Carlos. Het was ook de laatste Venezolaanse Grand Prix. Onder andere door de voortdurend slechte organisatie werd de Grand Prix van Venezuela na 1979 van de kalender geschrapt. 

## Algemeen
De race in Venezuela werd weer in de verzengende hitte gereden. De monteur van Wil Hartog mat 42 °C in de schaduw en zijn thermometer kon de temperatuur in de zon niet meten: Hij ging maar tot 50 °C. In elk geval smolten de kunststof tandwieltjes in de toerenteller van de Kawasaki's. 
De organisatie was weer even belachelijk als in de eerdere jaren; de coureurs moesten zich tussen vliegveld en circuit langs een groot aantal corrupte ambtenaren (o.a. van douane en politie) worstelen om überhaupt aan de start te kunnen komen. Tom Herron moest in de reserve-overall van Jon Ekerold starten omdat zijn eigen overall na de eerste training gestolen werd. Patrick Fernandez vroeg de organisatie om de luidspreker naast zijn pitbox uit te schakelen omdat hij door de harde muziek nauwelijks kon sleutelen. Toen dat niet werd gehonoreerd trok hij zelf de stekker uit de luidspreker. Daarop gaf Andreas Ippolito, directeur van Venemotos (Yamaha importeur van Venezuela) en mede-organisator van de Grand Prix, een vijftal politieagenten opdracht hem uit zijn pitbox te sleuren. Via een portofoon gaf hij opdrachten aan de agenten, die eerst vier "onschuldigen" uit de pitbox haalden. Toen ze Fernandez eindelijk in het zonlicht hadden getrokken kreeg hij in opdracht van Ippolito een pak slaag.

## 500cc
Kenny Roberts kon door een testongeval in Japan niet starten in Venezuela en daarom was Johnny Cecotto de enige Yamaha-fabriekscoureur. Wil Hartog stond bekend om zijn snelle starts en dat bleek ook in Venezuela. Hij startte vanaf de eerste rij en na de eerste ronde leidde hij de race. Hartog was veruit de snelste en liep weg van de rest van het veld. Barry Sheene was niet goed gestart en begon in te lopen op Hartog, maar toen hij na tien ronden tot vier seconden genaderd was gaf Hartog gewoon wat meer gas. In de twaalfde ronde blokkeerde hij echter zijn voorwiel zodat zijn race voorbij was. Sheene nam nu de leiding en won vóór Virginio Ferrari en Tom Herron. Johnny Cecotto was na een val in de training niet helemaal fit en reed op de vijfde plaats tot hij door een lekkende versnellingsbak uitviel. Voor het grootste deel van het publiek was het uitvallen van Cecotto reden om al naar huis te gaan. 

### 500cc uitslag
| Pos                                 | Coureur           | Merk   | Ronden | Tijd      | Grid | Punten |
| ----------------------------------- | ----------------- | ------ | ------ | --------- | ---- | ------ |
| 1                                   | Barry Sheene      | Suzuki | 30     | 47:52.9   | 1    | 15     |
| 2                                   | Virginio Ferrari  | Suzuki | 30     | +18.6     | 4    | 12     |
| 3                                   | Tom Herron        | Suzuki | 30     | +30.9     | 2    | 10     |
| 4                                   | Franco Uncini     | Suzuki | 30     | +1:34.8   | 6    | 8      |
| 5                                   | Michel Rougerie   | Suzuki | 29     | +1 ronde  | 10   | 6      |
| 6                                   | Roberto Pietri    | Suzuki | 29     | +1 ronde  | 11   | 5      |
| 7                                   | Christian Sarron  | Yamaha | 29     | +1 ronde  | 12   | 4      |
| 8                                   | Gerhard Vogt      | Suzuki | 28     | +2 ronden | 13   | 3      |
| 9                                   | Stefan Pellandini | Suzuki | 27     | +3 ronden | 15   | 2      |
| 10                                  | Dennis Ireland    | Suzuki | 27     | +3 ronden | 16   | 1      |
|                                     | Johnny Cecotto    | Yamaha |        |           | 3    |        |
|                                     | Wil Hartog        | Suzuki |        |           | 5    |        |
|                                     | Steve Parrish     | Suzuki |        |           | 7    |        |
|                                     | Mick Grant        | Suzuki |        |           | 8    |        |
|                                     | Gianni Pelletier  | Suzuki |        |           | 9    |        |
|                                     | C. de San Antonio | Suzuki |        |           | 14   |        |
| 16 starters in totaal, 10 finishers |                   |        |        |           |      |        |

## 350cc
Carlos Lavado had in Venezuela geen kind aan de concurrentie in de 350 cc klasse. Hij had met zijn Venemotos-Yamaha al de snelste trainingstijd gerealiseerd en in de race nam hij meteen de leiding. Zijn nieuwe teamgenoot Walter Villa werd tweede met 15 seconden achterstand. Patrick Fernandez nam de derde plaats over van Jon Ekerold, maar werd wel nog even bedreigd toen Kork Ballington (met de Kawasaki KR 350 uit 1978) hem vanaf de tiende plaats bij wist te halen. Ballington kon Fernandez echter niet passeren en werd vierde.

### 350cc uitslag
| Pos                                 | Coureur            | Merk                    | Ronden | Tijd      | Grid | Punten |
| ----------------------------------- | ------------------ | ----------------------- | ------ | --------- | ---- | ------ |
| 1                                   | Carlos Lavado      | Yamaha                  | 29     | 46:48.4   | 1    | 15     |
| 2                                   | Walter Villa       | Yamaha                  | 29     | +15.3     | 2    | 12     |
| 3                                   | Patrick Fernandez  | Yamaha                  | 29     | +23.5     | 4    | 10     |
| 4                                   | Kork Ballington    | Kawasaki                | 29     | +28.1     | 6    | 8      |
| 5                                   | Jon Ekerold        | Yamaha                  | 29     | +33.8     | 3    | 6      |
| 6                                   | Christian Estrosi  | Kawasaki                | 29     | +40.0     | 9    | 5      |
| 7                                   | Eric Saul          | Yamaha                  | 29     | +1:11.9   | 11   | 4      |
| 8                                   | Vic Soussan        | Yamaha                  | 29     | +1:22.4   | 8    | 3      |
| 9                                   | Olivier Chevallier | Yamaha                  | 29     | +1:25.6   | 12   | 2      |
| 10                                  | Patrick Pons       | Yamaha                  | 29     | +1:35.7   | 7    | 1      |
| 11                                  | Eduardo Alemán     | Yamaha                  | 28     | +1 ronde  | 14   |        |
| 12                                  | Gregg Hansford     | Kawasaki                | 28     | +1 ronde  | 10   |        |
| 13                                  | Randy Mamola       | Adriatica-Bimota-Yamaha | 28     | +1 ronde  |      |        |
| 14                                  | Barry Woodland     | Yamaha                  | 28     | +1 ronde  |      |        |
| 15                                  | J. Gonzalez        | Yamaha                  | 27     | +2 ronden |      |        |
|                                     | Iván Palazzese     | Yamaha                  |        |           | 5    |        |
|                                     | C. Giroto          | Yamaha                  |        |           | 13   |        |
|                                     | Franco Uncini      | Yamaha                  |        |           | 15   |        |
| DNF                                 | Michel Rougerie    | Bimota-Yamaha           |        |           |      |        |
| 30 starters in totaal, 18 finishers |                    |                         |        |           |      |        |

## 250cc
Na zijn overwinning in de 350 cc klasse hield Carlos Lavado in de 250 cc race in Venezuela vier ronden lang de leiding. Teamgenoot Walter Villa volgde, maar toen Kork Ballington dichterbij kwam, moest Villa wel meer gas geven. Lavado moest dus ook sneller gaan, maar hij kwam daarbij ten val. Ballington joeg niet al te hard, wetend dat hij tegen de Yamaha's niet was opgewassen, maar kreeg door de val van Lavado de tweede plaats cadeau. Achter hem vond een flink gevecht om de derde positie plaats dat werd gewonnen door Vic Soussan. Randy Mamola startte nog niet met de Adriatica, maar met een Bimota-Yamaha TZ 250. 

### 250cc uitslag
| Pos                                | Coureur             | Merk                    | Ronden | Tijd      | Grid | Punten |
| ---------------------------------- | ------------------- | ----------------------- | ------ | --------- | ---- | ------ |
| 1                                  | Walter Villa        | Yamaha                  | 28     | 46:13.5   | 2    | 15     |
| 2                                  | Kork Ballington     | Kawasaki                | 28     | +20.6     | 3    | 12     |
| 3                                  | Vic Soussan         | Yamaha                  | 28     | +1:14.2   | 9    | 10     |
| 4                                  | Olivier Chevallier  | Yamaha                  | 28     | +1:17.6   | 7    | 8      |
| 5                                  | Randy Mamola        | Adriatica-Bimota-Yamaha | 28     | +1:21.5   | 13   | 6      |
| 6                                  | Eric Saul           | Yamaha                  | 28     | +1:27.1   | 8    | 5      |
| 7                                  | Gregg Hansford      | Kawasaki                | 28     | +1:40.5   | 5    | 4      |
| 8                                  | Maurizio Massimiani | MBA                     | 27     | +1 ronde  | 12   | 3      |
| 9                                  | Chas Mortimer       | Yamaha                  | 27     | +1 ronde  | 11   | 2      |
| 10                                 | Fernando Gonzalez   | Yamaha                  | 27     | +1 ronde  |      | 1      |
| 11                                 | A. Rubio            | Yamaha                  | 27     | +1 ronde  |      |        |
| 12                                 | I. Troisi           | Yamaha                  | 27     | +1 ronde  |      |        |
| 13                                 | B. Jull             | Yamaha                  | 27     | +1 ronde  |      |        |
| 14                                 | G. Di Carlo         | Yamaha                  | 27     | +1 ronde  |      |        |
| 15                                 | Carlos Morante      | Yamaha                  | 24     | +4 ronden |      |        |
| 16                                 | Eduardo Alemán      | Yamaha                  | 24     | +4 ronden | 10   |        |
|                                    | Carlos Lavado       | Yamaha                  |        |           | 1    |        |
|                                    | Patrick Fernandez   | Yamaha                  |        |           | 4    |        |
|                                    | Christian Estrosi   | Kawasaki                |        |           | 6    |        |
|                                    | Graziano Rossi      | Morbidelli              |        |           | 14   |        |
| 26 starters in totaal, ? finishers |                     |                         |        |           |      |        |

## 125cc
In de 125 cc klasse reed Iván Palazzese de snelste trainingstijd en in de eerste ronde moest hij Ángel Nieto en Thierry Espié eerst inhalen om de leiding in de race te nemen. Toen begaf zijn accu het en moest hij opgeven. Nieto kreeg het vooralsnog niet gemakkelijk. Espié's Motobécane was lichter en sneller dan vorig jaar en hij vocht de hele race tegen Nieto. Door een onbalans in zijn voorwiel moest hij aan de finish zes seconden toegeven. Maurizio Massimiani werd met zijn fabrieks-MBA op grote achterstand derde. Eugenio Lazzarini kon niet starten omdat hij in de training een sleutelbeen had gebroken. 

### 125cc uitslag
| Pos                                 | Coureur             | Merk       | Ronden | Tijd      | Grid | Punten |
| ----------------------------------- | ------------------- | ---------- | ------ | --------- | ---- | ------ |
| 1                                   | Ángel Nieto         | Minarelli  | 26     | 45:39.3   | 3    | 15     |
| 2                                   | Thierry Espié       | Motobécane | 26     | +6.1      | 4    | 12     |
| 3                                   | Maurizio Massimiani | MBA        | 26     | +40.6     | 6    | 10     |
| 4                                   | Patrick Herouard    | MBA        | 26     | +58.5     | 7    | 8      |
| 5                                   | Jean Lecureux       | Morbidelli | 26     | +1:12.9   |      | 6      |
| 6                                   | I. Troisi           | Yamaha     | 26     | +1:18.4   | 8    | 5      |
| 7                                   | Francois Granon     | Morbidelli | 26     | +1:28.5   | 13   | 4      |
| 8                                   | Hans Müller         | Morbidelli | 26     | +1:44.2   | 10   | 3      |
| 9                                   | Jean Paul Magnoni   | Morbidelli | 25     | +1 ronde  | 15   | 2      |
| 10                                  | Patrick Plisson     | Motoshop   | 25     | +1 ronde  | 11   | 1      |
| 11                                  | Bernie Wilbers      | MBA        | 25     | +1 ronde  |      |        |
| 12                                  | H. Vigneti          | Morbidelli | 25     | +1 ronde  |      |        |
| 13                                  | Eduardo Cereda      | MBA        | 25     | +1 ronde  | 12   |        |
| 14                                  | Jan Huberts         | MBA        | 25     | +1 ronde  |      |        |
| 15                                  | D. Abreu            | Honda      | 23     | +3 ronden |      |        |
|                                     | Iván Palazzese      | MBA        |        |           | 1    |        |
|                                     | Eugenio Lazzarini   | MBA        |        |           | 2    |        |
|                                     | Bam Carlson         | Morbidelli |        |           | 5    |        |
|                                     | Jean P. Marchetti   | MBA        |        |           | 9    |        |
|                                     | Fernando Gonzalez   | Morbidelli |        |           | 14   |        |
| 25 starters in totaal, 17 finishers |                     |            |        |           |      |        |

1977 · 1978 · 1979